# Pre-School Love Affair
Pre-School Love Affair (originariamente chiamato semplicemente Preschool) è il secondo singolo discografico del progetto musicale trip hop statunitense Peeping Tom, pubblicato il 27 ottobre 2023 dalla Ipecac Recordings in occasione della riedizione in vinile dell'album eponimo al nome del gruppo.

## Descrizione
Il brano fu originariamente pubblicato già nel 2006 come lato B all'extended play Mojo, dove prese il nome di Preschool.
Dopo essere stato inudito per 17 anni, la Ipecac Recordings annunciò su X la ripubblicazione del singolo sulle piattaforme digitali il 27 ottobre 2023, per coincidere con la riedizione del loro primo album, ovvero Peeping Tom.

## Tracce
Testi di Mike Patton, musiche di Dan the Automator, Kid Koala.
1. Pre-School Love Affair – 3:10

## Formazione
- Mike Patton - voce
- Dan the Automator - produzione, missaggio
- Kid Koala - giradischi